# Saemundssonia laticaudata
Saemundssonia laticaudata är en insektsart som först beskrevs av Rudow 1869.  Saemundssonia laticaudata ingår i släktet Saemundssonia, och familjen fjäderlöss. Arten är reproducerande i Sverige.